# Marguerite-Antoinette Couperin
Marguerite-Antoinette Couperin (París, 19 de setembre de 1705 - idem. vers 1778), fou una clavecinista francesa a la cort reial francesa, membre de la nissaga Couperin, una nissaga de músics francesos del Barroc.
Dotada d'un talent poc comú, era la segona filla de François Couperin, de qui probablement va rebre lliçons instrumentals, i la seva esposa, Marie-Anne Ansault. Marguerite-Antoinette Couperin tocava regularment a palau, als apartaments del rei i de la reina, i va ensenyar a les filles de Lluís XV a tocar el clavicèmbal, que era un popular instrument solista a la cort francesa.
Sembla que fou autora d'obres per a clavicèmbal i violí, perquè la revista Mercure de France de 1729 va informar-ne i es va referir en particular a una actuació del 24 de juliol en què havia interpretat les seves composicions. Però no se'n conserva cap.
Fou la primera dona a ocupar el càrrec d’ordinaire de la musique de la chambre du roi pour le clavecin —músic de la cort del rei de França—, càrrec que va assumir el 1730 després que el seu pare es jubilés. Després de suplir-lo sovint en la cambra reial, obtingué aquell lloc en propietat, conservant el títol i emoluments d'aquell càrrec fins a la seva mort.